# Districtul Priștina
Districtul Priștina (în albaneză Komuna e Prishtinës, în sârbă Приштински округ, cu alfabetul latin: Prištinski okrug) este un district în Kosovo, cu sediul în orașul Priștina.

## Municipii
Districtul include municipiile:
- Priștina
- Glogovac
- Kosovo Polje
- Lipljan
- Novo Brdo
- Obilić
- Podujevo

## Grupurile etnice
În 1991, municipalitățile cu majoritate albaneză, au fost: Priștina (77.63%), Obilić (66.31%), Kosovo Polje (56.63%), Lipljan (77.36%), Podujevo (97.91%), și Glogovac (99.87%). Municipalitatea din Novo Brdo a avut o majoritate sârbă-muntenegrene în 1991 (58.12%)

## Coduri poștale
| Codul poștal al provinciei Kosovo - 10000 Priștina    |                |                       |            |
| District                                              | Municipalitate | Localitate            | Cod poștal |
| Priștina                                              | Priștina       | Priștina              | 10000      |
| Priștina                                              | Priștina       | Priștina 1            | 10010      |
| Priștina                                              | Priștina       | Transit Postal Centre | 10020      |
| Priștina                                              | Priștina       | Priștina 3            | 10030      |
| Priștina                                              | Priștina       | Priștina 4            | 10040      |
| Priștina                                              | Priștina       | Priștina 5            | 10050      |
| Priștina                                              | Priștina       | Priștina 6            | 10060      |
| Priștina                                              | Priștina       | Priștina 7            | 10070      |
| Priștina                                              | Priștina       | Priștina 8            | 10080      |
| Priștina                                              | Priștina       | Priștina 9            | 10090      |
| Priștina                                              | Priștina       | Priștina 10           | 10100      |
| Priștina                                              | Priștina       | Priștina 11           | 10110      |
| Priștina                                              | Priștina       | Priștina 12           | 10120      |
| Priștina                                              | Priștina       | Priștina 13           | 10130      |
| Priștina                                              | Priștina       | Gračanica             | 10500      |
| Priștina                                              | Priștina       | Ajvalija              | 10510      |
| Priștina                                              | Priștina       | Devet Jugovic         | 10520      |
| Priștina                                              | Priștina       | Kačikol               | 10530      |
| Priștina                                              | Podujevo       | Podujevo              | 11000      |
| Priștina                                              | Podujevo       | Luzane                | 11050      |
| Priștina                                              | Podujevo       | Orlane                | 11060      |
| Priștina                                              | Podujevo       | Krpimej               | 11070      |
| Priștina                                              | Kosovo Polje   | Kosovo Polje          | 12000      |
| Priștina                                              | Kosovo Polje   | Kosovo Polje          | 12010      |
| Priștina                                              | Kosovo Polje   | Velika Slatina        | 12050      |
| Priștina                                              | Glogovac       | Glogovac              | 13000      |
| Priștina                                              | Glogovac       | Komorane              | 13050      |
| Priștina                                              | Lipljan        | Lipljan               | 14000      |
| Priștina                                              | Lipljan        | Janjevo               | 14050      |
| Priștina                                              | Lipljan        | Magura                | 14060      |
| Priștina                                              | Obilić         | Obilić                | 15000      |
| Priștina                                              | Obilić         | Muzakaj               | 15050      |
| Priștina                                              | Novo Brdo      | Novo Brdo             | 16000      |
| Source: Poșta si Telecomunicații din Kosovo" SA (PTK) |                |                       |            |